# Suy thoái rừng

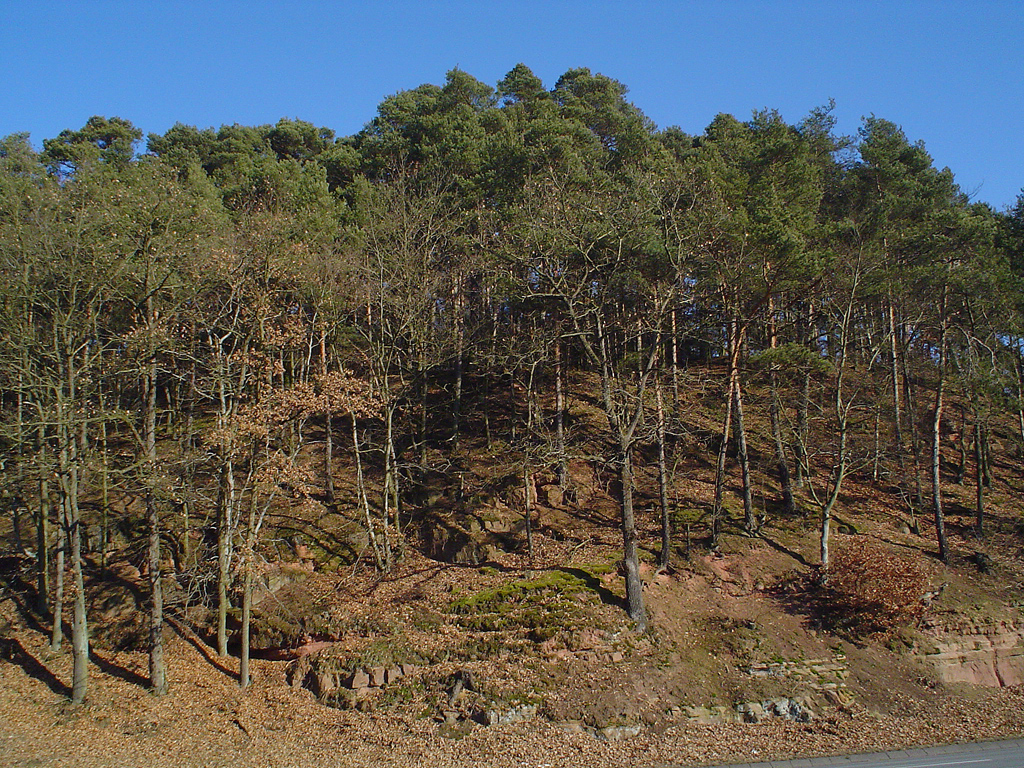
Khu rừng đã bị suy thoái tại Lahnberge, Đức: đất đang bị xói mòn do thiếu che phủ thực vật, một số cây đã mất chỗ đứng và có vẻ đang bị bệnh (ảnh chụp bởi Andreas Trepte).

Suy thoái rừng là một quá trình trong đó sự phì nhiêu, dồi dào của một khu vực rừng bị làm giảm bớt một cách vĩnh viễn bởi một số nhân tố hoặc bởi sự kết hợp của nhiều nhân tố. "Hiện tượng này không liên quan tới việc suy giảm diện tích rừng mà là giảm chất lượng trong tình trạng của nó." Rừng vẫn ở đó, nhưng với ít cây hơn, hoặc ít loại cây, thực vật hoặc động vật hơn, hoặc một số chúng bị ảnh hưởng bởi bệnh dịch. Suy thoái rừng khiến rừng ít có giá trị hơn và có khả năng dẫn tới phá rừng. Suy thoái rừng là một kiểu của một vấn đề chung hơn là suy thoái đất.

## Giải thích thuật ngữ
Mất rừng thì tồi tệ hơn nhiều so với suy thoái rừng, nhưng lại rõ ràng và nhìn thấy được. Ngược lại, suy thoái rừng có thể bắt đầu và tiếp diễn mà không có một hậu quả nào rõ ràng. Rất khó để đo đếm và bản thân chính thuật ngữ đó cũng gây tranh cãi. Trong một bài viết được nộp lên Hội nghị Lâm nghiệp thế giới lần thứ 12 vào năm 2003, Jean-Paul Lanly công bố: "Tình hình liên quan tới suy thoái rừng thì thậm chí ít thỏa đáng hơn cụ thể là do sự không chính xác và nhiều cách diễn giải, thường là chủ quan, của thuật ngữ này". Vào năm 2009 Lund xác định có hơn 50 định nghĩa của suy thoái rừng.